# Palikoi
Die Palikoi (altgriechisch Παλικοί Palikoí, deutsch ‚Rückkehrer‘, lateinisch Palici) sind chthonische Zwillingsgottheiten Siziliens in der griechisch-römischen Mythologie.

## Mythos
Die Palikoi gelten als Kinder des Zeus und der Thalia. Bei Macrobius wird aus dem verlorenen gegangenen Stück Aitnaiai des Aischylos zitiert. Demnach war Thalia (oder auch Aitne/Aitna/Aetna) ein sizilisches Mädchen, das von Zeus geschwängert und – wie so häufig – anschließend von der Eifersucht der Zeusgattin Hera derart verfolgt wurde, dass sie sich wünschte, der Erdboden möge sie verschlingen. Das geschah in diesem Fall auch, aber nach Ende der Schwangerschaft tat die Erde sich wieder auf und gab die Zwillingssöhne frei (daher der Name „Rückkehrer“). Der damals eben in Sizilien angekommene Aischylos soll das Stück zur Aufführung gebracht haben, um sich dem Tyrannen Hieron zu empfehlen, der kurz zuvor die Stadt Aitne gegründet hatte.
In einer anderen Version gelten die Palikoi als Söhne des Hephaistos und der Okeanide Aitna, bzw. des mit Hephaistos identifizierten Adranos. Bei Nonnos werden die lemnischen Kabiren mit den sizilischen Palikoi identifiziert.
Ursprünglich waren die Palikoi Gottheiten der Sikeler.
Das Heiligtum, das sich in der Nähe eines Sees, des Palicorum Lacus (Lago di Nafta) befand, wurde 1962 in einer Grotte bei Palagonia entdeckt, die am Fuß eines heute Rochitella genannten Hügels liegt. Ein Kultbetrieb bestand vom 6. Jahrhundert v. Chr. bis in die Kaiserzeit. Der See ist zwar nur klein, galt aber schon in frühester Zeit als heilig aufgrund der unter der Wasseroberfläche befindlichen vulkanischen Ausgasungen, vor allem an zwei Stellen, an denen bei heftigem Gasaustritt Geysir-ähnliche Erscheinungen auftraten und das Wasser in Fontänen in die Höhe schoss. Diese zwei Stellen werden bei Diodor Krateras (κρατῆρας kratḗras, deutsch ‚[Vulkan-]Kessel‘) genannt.
Eben die vulkanischen Gase und Schwefelausdünstungen machten den Aufenthalt aber unangenehm, die Palikoi galten zudem als düstere, unterirdische Gottheiten. Bei Ovid liegt der See auf dem Weg des Gotts Pluto, der die frisch geraubte Proserpina in die Unterwelt bringt. Aber das Heiligtum gewährte Asyl, gab Orakel und man suchte es auf, um besonders verlässliche Eide zu schwören, denn man glaubte, dass die Zwillingsgötter jeden, der an ihrer Stätte einen Meineid schwor, auf der Stelle blind machen würden (so bei Diodor). 
Es muss eine große Scheu vor dem Bruch eines bei den Palikoi geschworenen Eides gegeben haben, denn Diodor berichtet, das Heiligtum sei insbesondere ein Asyl für entlaufene Sklaven gewesen, die sich sonst nicht vor der Brutalität ihrer Herren zu retten wussten. Im heiligen Bezirk waren sie aber sicher und konnten so lange bleiben, bis sie mit ihren Herren eine humane Behandlung betreffende Zugeständnisse ausgehandelt hatten, und diese durch bei den Palikoi geschworenen Eide gesichert waren. So groß sei die heilige Scheu der grausamen Herren, dass kein Fall bekannt sei, in dem ein solcher Eid je gebrochen wurde.
Der Ruf des Heiligtums als Asyl für entlaufene Sklaven mag auch der Grund gewesen sein, dass es als Ort der Verhandlungen im Zweiten Sklavenkrieg 102 v. Chr. ausgewählt wurde. Salvius, der „König“ der aufständischen Sklaven, brachte den Palikoi dort als Dank für ihre seit jeher den Sklaven gewährte Hilfe großzügige Opfer dar.
In der Nähe des Heiligtums gründete der Sikulerführer Duketios 453 v. Chr. die Stadt Palike als Zentrum seines Sikulerreiches, indem er die 459 v. Chr. ebenfalls von ihm gegründete Stadt Menainon in die Ebene verpflanzte.